# Luis Díaz (Fußballspieler)
Luis Fernando Díaz Marulanda (* 13. Januar 1997 in Barrancas) ist ein kolumbianischer Fußballspieler, der seit Juli 2025 beim FC Bayern München unter Vertrag steht. Der Offensivspieler ist außerdem seit September 2018 A-Nationalspieler.

## Karriere

### Vereine

#### Jugend und Wechsel zu Atlético Junior
Luis „Lucho“ Díaz stammt aus dem indigenen Volk der Wayuu und wurde im Jahr 2015 bei der Copa Americana de Pueblos Indígenas 2015, einem erstmals ausgetragenen Fußballturnier südamerikanischer indigener Völker, von Scouts entdeckt. Danach wurde er vom Zweitligisten Barranquilla FC, dem Farmteam des Erstligisten Atlético Junior, unter Vertrag genommen. Sein Debüt in der Categoría Primera B gab Díaz am 26. April 2016 bei der 1:2-Heimniederlage gegen Deportivo Pereira. Erstmals treffen konnte er für Barranquilla bereits am 14. Mai beim 2:1-Heimsieg gegen Cúcuta Deportivo.
Nach guten Leistungen beim Barranquilla FC wechselte Díaz im Juli 2017 zu Atlético Junior. Am 27. August gab er sein Ligadebüt, als er bei der 2:3-Auswärtsniederlage gegen Once Caldas in der 75. Spielminute für Matías Mier eingewechselt wurde. Sein erstes Tor gelang ihm am 20. September beim 3:1-Heimsieg im Achtelfinalrückspiel der Copa Sudamericana 2017 gegen den paraguayischen Verein Club Cerro Porteño. Er kam in der Finalización 2017 in 12 von 19 möglichen Spielen zum Einsatz, in welchen er aber ohne Torerfolg blieb.
In der folgenden Apertura 2018 schaffte er es allmählich in die Startformation der Mannschaft und erzielte drei Tore in 19 Einsätzen. Die Finalización 2018 gewann er mit Junior und hatte mit 10 Toren einen großen Bestandteil an dieser Meisterschaft. Das Endspiel der Copa Sudamericana 2018 gegen Athletico Paranaense verlor man letztlich. In der folgenden Apertura 2019 erzielte er in 17 Ligaspielen drei Tore und gewann mit Junior erneut die Meisterschaft.

#### FC Porto
Am 10. Juli 2019 wechselte Díaz für eine Ablösesumme in Höhe von 7 Millionen Euro zum portugiesischen Erstligisten FC Porto, wo er einen Fünfjahresvertrag unterzeichnete. Sein Debüt in der Liga NOS gab er am 10. August (1. Spieltag), als er bei der überraschenden 1:2-Auswärtsniederlage gegen Gil Vicente FC in der zweiten Halbzeit für Tiquinho Soares eingewechselt wurde. Sein erstes Tor erzielte er eine Woche später beim 4:0-Heimsieg gegen Vitória Setúbal, bei welchem er auch eine Vorlage verzeichnen konnte.

#### FC Liverpool
Am 30. Januar 2022 wechselte Díaz für 45 Millionen Euro zum FC Liverpool in die englische Premier League. 2025 gewann er die Englische Meisterschaft und war dabei nach Mohamed Salah zweiterfolgsreichster Torschütze seines Teams. Sein Vertrag lief bis Juni 2027.

#### FC Bayern München
Im Juli 2025 wechselte er zum FC Bayern München. Die Vereinbarung hat eine Laufzeit bis zum 30. Juni 2029. Er wird die Trikotnummer 14 tragen.

### Nationalmannschaft
Mit der kolumbianischen U-20-Nationalmannschaft nahm Luis Díaz an der U-20-Südamerikameisterschaft 2017 in Ecuador teil, wo er mit Kolumbien den 6. Rang belegte.
Im Rahmen der freundschaftlichen Länderspiele gegen Venezuela und Argentinien wurde er Ende August 2018 erstmals in den Kader der A-Auswahl einberufen. Sein Debüt bestritt er dann am 11. September, als er beim 0:0-Unentschieden gegen die Argentinier in der 78. Spielminute für Juan Cuadrado eingewechselt wurde. Sein erstes Länderspieltor gelang ihm am 26. März 2019 bei der 1:2-Testspielniederlage gegen Südkorea.
Er nahm mit seinem Heimatland auch an der Copa América 2019 in Brasilien teil, wo man im Viertelfinale an Chile scheiterte.

## Titel
Kolumbien
- Meister: Finalización 2018 (Atlético Junior)
- Pokalsieger: 2017 (Atlético Junior)
- Supercupsieger: 2019 (Atlético Junior)

Portugal
- Meister: 2020 (FC Porto)
- Pokalsieger: 2020 (FC Porto)
- Supercupsieger: 2020 (FC Porto)

England
- Meister: 2025 (FC Liverpool)
- Pokalsieger: 2022 (FC Liverpool)
- Ligapokalsieger (2): 2022, 2024 (beide FC Liverpool)

Deutschland
- Supercupsieger: 2025 (FC Bayern München)

Auszeichnungen
- Nominierung für den Ballon d’Or: 2022 (17. Platz)